# Jo Yu-ri

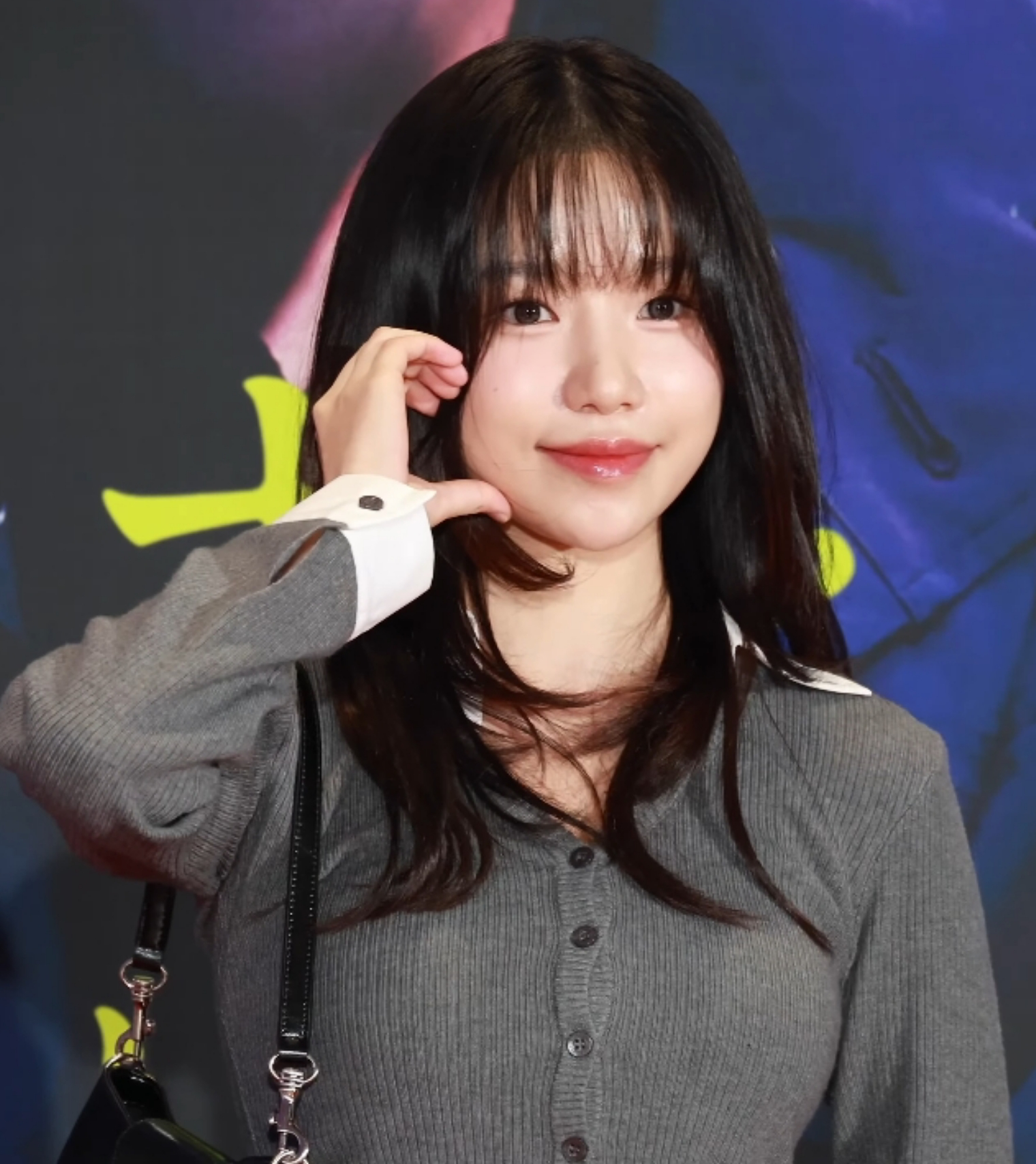
Jo Yu-ri (2024)

Jo Yu-ri (koreanisch 조유리; * 22. Oktober 2001 in Busan) ist eine südkoreanische Sängerin und Schauspielerin. Sie ist vor allem als ehemaliges Mitglied der südkoreanisch-japanischen Girlgroup IZ*ONE bekannt. Sie wurde erstmals durch ihre Teilnahme an der Reality-Wettbewerbsshow Produce 48 von Mnet im Jahr 2018 bekannt, bei der sie den dritten Platz belegte. Am 29. Oktober 2018 debütierte Jo mit IZ*ONE.
Nach der Auflösung von IZ*ONE im April 2021 startete Jo Yu-ri eine erfolgreiche Solokarriere und veröffentlichte im Oktober 2021 ihr Debüt-Singlealbum Glassy, das ihr mehrere Nominierungen als „Rookie des Jahres“ bei großen Musikpreisen einbrachte. Sie erreichte mit ihren Songs mehrere Top-10-Platzierungen. Neben ihrer Musikkarriere betätigte Jo sich auch als Schauspielerin und gab ihr Debüt in der Webserie Mimicus (2022). Später übernahm sie eine Hauptrolle in der zweiten Staffel von Squid Game (2024).

## Karriere

### Vor dem Debüt und Iz*One

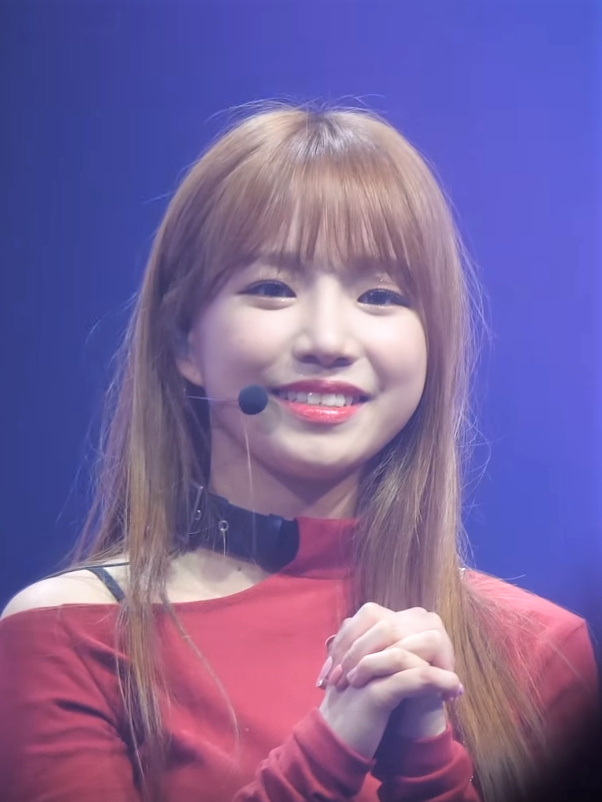
Jo Yu-ri (2018)

Im Juli 2017 nahm Jo an der Reality-Show Idol School von Mnet teil, bei der die neun finalen Teilnehmerinnen in der neu formierten Girlgroup Fromis 9 debütieren sollten. Sie belegte den 15. Platz.
Am 11. Mai 2018 nahm Jo an der Reality-Show Produce 48 von Mnet teil, bei der sie den 3. Platz belegte. Als eine der zwölf erfolgreichen Teilnehmerinnen wurde sie Mitglied der neu gegründeten Girlgroup Iz*One. Am 29. Oktober 2018 debütierte Jo als Mitglied von Iz*One mit der Veröffentlichung von Color*Iz. Am 17. Februar 2020 veröffentlichte Iz*One ihr erstes koreanischsprachiges Studioalbum Bloom*Iz, für das Jo den Song „Someday“ schrieb und mitkomponierte, ein Sub-Unit-Song, der von ihr, Kim Chae-won und Choi Ye-na gesungen wurde. Die Gruppe löste sich am 29. April 2021 nach Ablauf ihres Vertrages auf.
Am 22. September 2020 veröffentlichte Jo My Love für die SBS-Fernsehserie Do You Like Brahms?.

### Solokarriere

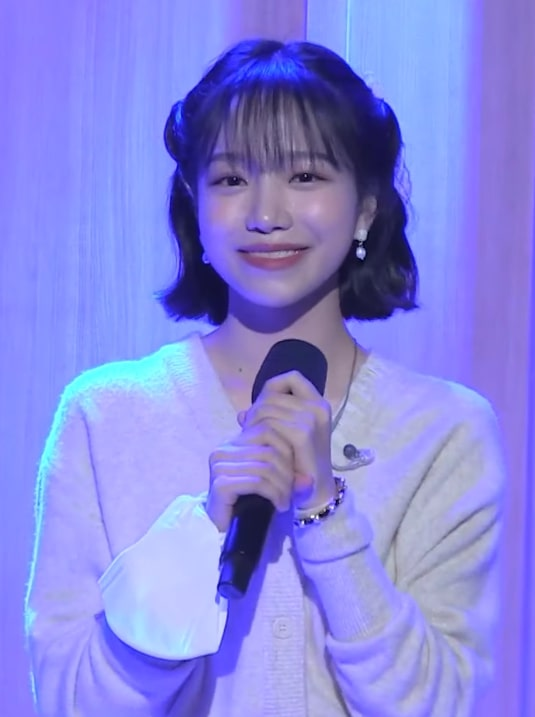
Jo Yu-ri (2021)

Am 24. Juni 2021 veröffentlichte Jo den Song „Story of Us“ für die JTBC-Fernsehserie Monthly Magazine Home. Am 23. September 2021 veröffentlichte Jo den Song „Autumn Memories“ (가을 상자), eine Kollaboration mit Lee Seok-hoon. Am 24. September gab WakeOne bekannt, dass Jo am 7. Oktober ihr erstes Single-Album mit dem Titel Glassy veröffentlichen würde, mit der gleichnamigen Hauptsingle. Nach ihrem Debüt als Solokünstlerin wurde Jo für den „Rookie of the Year“-Preis bei den 36. Golden Disc Awards, den Preis für „Best New Female Artist“ bei den 2021 Mnet Asian Music Awards und den „Rookie of the Year“-Preis bei den 31. Seoul Music Awards nominiert.
Am 11. April 2022 wurde Jo in ihre erste Schauspielrolle in der Playlist Studio Webserie Mimicus besetzt. Am 17. Mai wurde bekanntgegeben, dass Jo am 2. Juni ihr erstes Extended Play (EP) mit dem Titel Op.22 Y-Waltz: in Major veröffentlichen würde, mit der Hauptsingle „Love Shhh!“. Das Album debütierte auf Platz fünf der südkoreanischen Circle Album Chart. Am 7. Juni erzielte sie mit Love Shhh! ihren ersten Sieg in einer Musikshow bei The Show von SBS M. Am 11. August veröffentlichte Jo die Promotional Single „Maybe“. Am 13. September brachte sie den Song „Can You Feel My Heart“ als Teil des Soundtracks der KBS2-Fernsehserie The Law Cafe heraus.
Am 8. Oktober wurde angekündigt, dass Jo ihr zweites Single-Album mit dem Titel Op.22 Y-Waltz: in Minor am 24. Oktober veröffentlichen würde. Später im selben Monat veröffentlichte Jo den Song „Run (Female Ver.)“ für die Netflix-Fernsehserie The Fabulous. Im Dezember 2022 hatte Jo einen Gastauftritt in Episode 7 der zweiten Staffel von Work Later, Drink Now, in der sie Sieun, eine jugendliche Straftäterin, darstellte. Ihre Leistung wurde von Kritikern, darunter Choi Hye-jin von MT Star News, positiv aufgenommen, die Jo für ihr natürliches Schauspiel lobten und die Darstellung als „kurz, aber sehr eindrucksvoll“ beschrieben. Neben ihrem Auftritt veröffentlichte Jo auch den Track „Drink It, Girls!“ als Teil des Soundtracks für Work Later, Drink Now 2.
Am 24. Mai 2023 veröffentlichten Jo und Schauspielerin Chae Soo-bin die Promotional Single „Yellow Circle“ in Zusammenarbeit mit Lipton und Starship Entertainment. Am 29. Juni wurde bekanntgegeben, dass Jo für die zweite Staffel der Netflix-Fernsehserie Squid Game besetzt wurde. Am 2. Juli veröffentlichte Jo den Track „Down (Juicy Juicy)“ für die tvN-Serie See You in My 19th Life. Drei Tage später veröffentlichte sie ein Cover von Taeyeons „A Poem Titled You“. Am 25. Juli wurde bekanntgegeben, dass Jo ihre zweite EP mit dem Titel Love All zusammen mit der Hauptsingle „Taxi“ am 9. August veröffentlichen würde. Am 29. August veröffentlichten Jo und Zerobaseones Sung Han-bin das Duett „Luv Luv Luv“ als Teil des Soundtracks der tvN-Serie My Lovely Liar.
Am 25. Oktober veröffentlichte Jo den Track „Spring Days pass“ für die tvN-Serie Jeongnyeon: The Star Is Born.

## Werbekooperationen
Im August 2022 wurde Jo als Werbemodel für die Logitech G Aurora Collection ausgewählt, eine Gaming-Ausrüstungslinie mit Pastellfarben.

## Diskografie

### EPs
| Jahr | Titel Musiklabel                 | Höchstplatzierung, Gesamtwochen, AuszeichnungChartplatzierungen (Jahr, Titel, Musiklabel, Platzierungen, Wochen, Auszeichnungen, Anmerkungen) | Höchstplatzierung, Gesamtwochen, AuszeichnungChartplatzierungen (Jahr, Titel, Musiklabel, Platzierungen, Wochen, Auszeichnungen, Anmerkungen) | Anmerkungen                          |
| Jahr | Titel Musiklabel                 | KR | JP | Anmerkungen                          |
| ---- | -------------------------------- | --- | --- | ------------------------------------ |
| 2022 | Op.22 Y-Waltz: in Major Wake One | KR5 (7 Wo.)KR | JP27 (1 Wo.)JP | Erstveröffentlichung: 2. Juni 2022   |
| 2023 | Love All Wake One                | KR11 (4 Wo.)KR | — | Erstveröffentlichung: 9. August 2023 |

### Single-Alben
| Jahr | Titel                   | Höchstplatzierung, Gesamtwochen, AuszeichnungChartplatzierungen (Jahr, Titel, Platzierungen, Wochen, Auszeichnungen, Anmerkungen) | Höchstplatzierung, Gesamtwochen, AuszeichnungChartplatzierungen (Jahr, Titel, Platzierungen, Wochen, Auszeichnungen, Anmerkungen) | Anmerkungen                            |
| Jahr | Titel                   | KR | JP | Anmerkungen                            |
| ---- | ----------------------- | --- | --- | -------------------------------------- |
| 2021 | Glassy                  | KR5 (5 Wo.)KR | — | Erstveröffentlichung: 7. Oktober 2021  |
| 2022 | Op.22 Y-Waltz: in Minor | KR6 (6 Wo.)KR | — | Erstveröffentlichung: 24. Oktober 2022 |

### Singles
| Jahr | Titel Album                                   | Höchstplatzierung, Gesamtwochen, AuszeichnungChartplatzierungen (Jahr, Titel, Album, Platzierungen, Wochen, Auszeichnungen, Anmerkungen) | Höchstplatzierung, Gesamtwochen, AuszeichnungChartplatzierungen (Jahr, Titel, Album, Platzierungen, Wochen, Auszeichnungen, Anmerkungen) | Anmerkungen                                  |
| Jahr | Titel Album                                   | KR | JP | Anmerkungen                                  |
| ---- | --------------------------------------------- | --- | --- | -------------------------------------------- |
| 2021 | Glassy                                        | KR137 (1 Wo.)KR | — | Erstveröffentlichung: 2021                   |
| 2021 | Autumn Memories (가을 상자) Glassy            | KR193 (1 Wo.)KR | — | Erstveröffentlichung: 2021 mit Lee Seok-hoon |
| 2022 | Love Shhh! (러브 쉿!) Op.22 Y-Waltz: in Major | KR97 (1 Wo.)KR | — | Erstveröffentlichung: 2022                   |
| 2022 | Loveable Op.22 Y-Waltz: in Major              | — | — | Erstveröffentlichung: 2022                   |
| 2023 | Taxi Love All                                 | — | — | Erstveröffentlichung: 2023                   |

### Beiträge für Soundtracks
- 2020: My Love (Do You Like Brahms? OST Teil 7)
- 2021: Story of Us (Monthly Magazine Home OST Teil 2)
- 2022: Can You Feel My Heart (내 마음을 느끼나요) (The Law Cafe OST Teil 2)
- 2022: Run (Female Ver.) (The Fabulous OST Teil 2)
- 2023: Drink It, Girls! (적셔!) (Work Later, Drink Now 2 OST Teil 5)
- 2023: Down (Juicy Juicy) (See You in My 19th Life OST)
- 2023: Luv Luv Luv (mit Sung Han-bin) (My Lovely Liar OST Teil 5)
- 2023: Lost Dreams (Street Woman Fighter 2 OST Teil 3)
- 2024: Spring Days pass (Jeongnyeon: The Star Is Born OST Teil 3)

### Beteiligung an Kompositionen
Alle Song-Credits stammen aus der Datenbank der Korea Music Copyright Association, sofern nicht anders angegeben.
| Titel    | Jahr | Künstlername | Album                   | Komponistin                           | Texterin                    | Arrangement                           |
| -------- | ---- | ------------ | ----------------------- | ------------------------------------- | --------------------------- | ------------------------------------- |
| Someday  | 2020 | IZ*ONE       | Bloom*Iz                | Grünes Häkchensymbol für ja           | Grünes Häkchensymbol für ja | Rotes X oder Kreuzchensymbol für nein |
| With*One | 2020 | IZ*ONE       | Oneiric Diary           | Rotes X oder Kreuzchensymbol für nein | Grünes Häkchensymbol für ja | Rotes X oder Kreuzchensymbol für nein |
| Opening  | 2022 | Jo Yu-ri     | Op.22 Y-Waltz: in Major | Grünes Häkchensymbol für ja           | Grünes Häkchensymbol für ja | Rotes X oder Kreuzchensymbol für nein |

## Filmografie

### Webserien
| Jahr | Titel                 | Rolle                     | Anmerkungen             | Quelle        |
| ---- | --------------------- | ------------------------- | ----------------------- | ------------- |
| 2022 | Mimicus               | Oh Ro-si                  |                         | [ 14 ]        |
| 2022 | Work Later, Drink Now | Si-eun                    | Staffel 2; Gastauftritt | [ 32 ]        |
| 2024 | Squid Game            | Kim Jun-hee (Spieler 222) | Staffel 2 & 3           | [ 24 ] [ 33 ] |

### Fernsehshows
| Jahr | Titel            | Rolle        | Anmerkungen           | Quelle |
| ---- | ---------------- | ------------ | --------------------- | ------ |
| 2017 | Idol School      | Teilnehmerin | Belegte den 15. Platz | [ 34 ] |
| 2018 | Produce 48       | Teilnehmerin | Belegte den 3. Platz  | [ 35 ] |
| 2022 | As Each Instinct | Moderatorin  | mit Lee Dae-hwi       | [ 36 ] |

### Webshows
| Jahr      | Titel                               | Rolle       | Anmerkungen | Quelle |
| --------- | ----------------------------------- | ----------- | ----------- | ------ |
| 2021–2022 | Adola Travel Agency: Cheat-ing Trip | Moderatorin | Staffel 1–2 | [ 37 ] |

## Auszeichnungen und Nominierungen
| Preisverleihung                | Jahr | Kategorie                           | Nominierung | Ergebnis         | Quelle |
| ------------------------------ | ---- | ----------------------------------- | ----------- | ---------------- | ------ |
| Asia Artist Awards             | 2021 | Female Solo Singer Popularity Award | Jo Yu-ri    | Nominiert        | [ 38 ] |
| Asia Artist Awards             | 2024 | Best Choice Award – TV/Film         | Jo Yu-ri    | Gewonnen         | [ 39 ] |
| Asia Artist Awards             | 2024 | Emotive Award – TV/Film             | Jo Yu-ri    | Gewonnen         | [ 39 ] |
| Asian Pop Music Awards         | 2021 | Best New Artist (Overseas)          | Glassy      | Nominiert        | [ 40 ] |
| Golden Disc Awards             | 2022 | Rookie of the Year Award            | Jo Yu-ri    | Nominiert        | [ 11 ] |
| Golden Disc Awards             | 2022 | Seezn Most Popular Artist Award     | Jo Yu-ri    | Nominiert        | [ 41 ] |
| Korea First Brand Awards       | 2023 | Actress-Idol to Lead 2023           | Jo Yu-ri    | Gewonnen         | [ 42 ] |
| MAMA Awards                    | 2021 | Artist of the Year                  | Jo Yu-ri    | Auf der Longlist | [ 12 ] |
| MAMA Awards                    | 2021 | Best New Female Artist              | Jo Yu-ri    | Nominiert        | [ 12 ] |
| MAMA Awards                    | 2022 | Worldwide Fans’ Choice Top 10       | Jo Yu-ri    | Nominiert        | [ 43 ] |
| Mnet Japan Fan’s Choice Awards | 2022 | Hot Icon                            | Jo Yu-ri    | Gewonnen         | [ 44 ] |
| Seoul Music Awards             | 2022 | K-wave Popularity Award             | Jo Yu-ri    | Nominiert        | [ 13 ] |
| Seoul Music Awards             | 2022 | Popularity Award                    | Jo Yu-ri    | Nominiert        | [ 13 ] |
| Seoul Music Awards             | 2022 | Rookie of the Year                  | Jo Yu-ri    | Nominiert        | [ 13 ] |